# Fabio Rinaudo
Fabio Rinaudo (Palermo, 1930 – Roma, 15 gennaio 1997) è stato un giornalista, critico cinematografico e sceneggiatore italiano.

## Biografia
Iniziò la carriera al cinema come critico cinematografico per la rivista Hollywood. Dopo aver frequentato il Centro sperimentale di cinematografia fu sceneggiatore e assistente regista di diversi film (tra gli altri con Camillo Mastrocinque, Francesco Maselli, Elio Petri, Luigi Comencini e Luchino Visconti), adattatore dei dialoghi italiani di molte coproduzioni francesi (tra le quali Le pistolere, Soffio al cuore, Cognome e nome: Lacombe Lucien e Ultima estate a Tangeri), collaboratore di periodici e quotidiani (tra cui Il Mattino). Nel 1996, insieme a Giuseppe Tornatore, fu candidato al David di Donatello e al Nastro d'Argento alla migliore sceneggiatura per il film L'uomo delle stelle.

## Filmografia

### Sceneggiatore
- Ho ritrovato mio figlio, regia di Elio Piccon (1955) – anche soggetto e assistente regista
- Anonima cocottes, regia di Camillo Mastrocinque (1960) – solo soggetto
- I Don Giovanni della Costa Azzurra, regia di Vittorio Sala (1962) – anche soggetto
- L'uomo delle stelle, regia di Giuseppe Tornatore (1995)

### Assistente regista
- La grande avventura, regia di Mario Pisu (1954)
- Un ettaro di cielo, regia di Aglauco Casadio (1957)
- I delfini, regia di Francesco Maselli (1960)
- L'assassino, regia di Elio Petri (1961)
- Arrivano i titani, regia di Duccio Tessari (1962)
- La ragazza di Bube, regia di Luigi Comencini (1964)
- Vaghe stelle dell'Orsa..., regia di Luchino Visconti (1965)
- Una rosa per tutti, regia di Franco Rossi (1966)